# Лукашов, Николай Николаевич
Николай Николаевич Лукашо́в (12 октября 1959 — 17 августа 1996) — Герой Советского Союза, начальник штаба десантно-штурмовой маневренной группы Керкинского пограничного отряда Среднеазиатского пограничного округа, капитан — на момент представления к званию ГСС.

## Биография и военная карьера
Родился 12 октября 1959 года в селе Новомосковка Тарского района Омской области в семье рабочего. Русский. В 1977 окончил ГПТУ № 1 города Омска по специальности «оператор станков с числовым программным управлением». Работал по специальности на одном из омских заводов.
В 1977 году был призван в Пограничные войска СССР на срочную службу. Служил на Чукотке стрелком, после окончания школы сержантского состава — командиром отделения на пограничной заставе там же. В 1978 году поступил в Высшее пограничное военно-политическое Краснознамённое училище КГБ СССР им. К. Е. Ворошиловав пгт. Голицино Московской области, которое успешно окончил в 1982 году. Член КПСС с 1983 года. После училища был направлен в Туркменскую ССР, в Небит-Дагский пограничный отряд на должность заместителя начальника заставы по политической части.
В составе Ограниченного контингента советских войск в Демократической Республике Афганистан с марта 1984 года по апрель 1988 года. Сначала командовал взводом в мотоманевренной группе Термезского пограничного отряда, с апреля 1985 года — начальник штаба десантно-штурмовой маневренной группы (ДШМГ) Керкинского пограничного отряда, с 1987 года — офицер штаба оперативной группы Среднеазиатского пограничного округа в Афганистане.
Участвовал в 23-х крупных боевых столкновениях. Свыше 70-ти раз со своими подчинёнными десантировался в места расположения противника.

## Подвиг
Из наградного листа о присвоении звания Герой Советского Союза:
Начальник штаба ДШМГ Лукашов Н. Н. принимал участие в бою по захвату и уничтожению базового лагеря бандитов в районе населённого пункта Бала-Бакан, представлявшего большую опасность. Лично руководил передовыми подразделениями группы. Смелыми и решительными действиями обеспечил высадку своего подразделения прямо на боевые порядки мятежников. Проявил при этом героизм, мужество и отвагу. В том бою перед маневренной группой под командованием Лукашова стояла следующая задача: захватить базу в течение дня, не дать бандитам уйти и унести с собою хотя бы часть оружия. Вертолётчики, маскируясь за складками местности, смогли подойти к базе на предельно малой высоте. Однако, едва вертолёты приблизились к точке высадки, по ним заработали вражеские пулемёты. Несмотря на то, что курсовой пулемёт отвечал на огонь, высаживать десант в такой ситуации было невозможно. И тогда командир вертолётчиков, руководивший высадкой, решил садиться… на пулемёты. Бой длился недолго, хотя и охранялась база надёжно, грамотно. Враги просто не ожидали от пограничников столь дерзкого и стремительного десанта… Но когда основная часть банды была уничтожена, оставшиеся в живых душманы укрылись в пещере. На каждую атаку они отвечали мощным огнём, видимо, решив принять здесь последний бой. Пришлось забросать вход гранатами… Итогом того боя стал захват пусковой установки с 1060 снарядами к ней, не считая большого количества оружия и боеприпасов.

## Звание Герой Советского Союза
За мужество и героизм, проявленные при оказании интернациональной помощи Республике Афганистан, капитану Лукашову Николаю Николаевичу Указом Президиума Верховного Совета СССР от 17 марта 1988 года присвоено звание Героя Советского Союза с вручением ордена Ленина и медали «Золотая Звезда» (№ 11571).

## Дальнейшая карьера
В 1991 году, после окончания Военной академии имени М. В. Фрунзе, Н. Н. Лукашов направлен в управление войск Дальневосточного пограничного округа на должность офицера отдела охраны границы штаба округа, затем служил заместителем начальника отдела в штабе Бикинского пограничного отряда. В 1992 году назначен начальником отделения Группы российских пограничных войск в Республике Таджикистан, участвовал в боевых действиях в ходе гражданской войны, защищая российские военные объекты и обороняя границу с Афганистаном.
Будучи по состоянию здоровья признанным ограниченно годным к военной службе, с 1995 года преподавал в Голицынском военном институте ФПС России. В 1994 году получил воинское звание «подполковник».
В 1995 году уволен в запас. Вернулся в город Омск, где трудился начальником охраны омского филиала одного из московских банков.

## Гибель
Погиб 17 августа 1996 года в дорожно-транспортном происшествии на одной из автодорог Омской области. Похоронен в Омске на Старо-Северном кладбище.

## Награды
- Орден Ленина
- Орден Красного Знамени
- Орден Красной Звезды
- Орден «За службу Родине в Вооружённых Силах СССР» 3-й степени
- Медали

## Память
В 1988 году в селе Камышловское Омской области, при жизни Героя его именем была названа улица.
В октябре 2005 году на фасаде школы села Новологиново установлен мемориальный знак, а учебному заведению присвоено имя героя-земляка.
28 мая 2017 года Русско-Полянской пограничной заставе присвоено имя Героя Советского Союза Николая Лукашова. В посёлке Русская Поляна Омской области установлен бюст Героя.